# Neurodium lanceolatum
Neurodium lanceolatum là một loài thực vật có mạch trong họ Polypodiaceae. Loài này được (L.) Fée miêu tả khoa học đầu tiên năm 1852.